# Валозио (Алесандрија)
Валозио је насеље у Италији у округу Алесандрија, региону Пијемонт.
Према процени из 2011. у насељу је живело 119 становника. Насеље се налази на надморској висини од 433 м.